# Вольф Ганс Гертвіг
Вольф Ганс Гертвіґ (нім. Wolf Hans Hertwig; 1 жовтня 1885 — 9 грудня 1958, Гайнінген) — німецький офіцер-підводник, капітан-цур-зее.

## Біографія
В 1904 році поступив на службу кадетом в кайзерліхмаріне. Учасник Першої світової війни, в 1914-1916 роках служив на судні SMS Westfalen. В якосмті вахтового офіцера брав участь у Ютландській битві. В 1916-1918 році навчався у школі підводників. З 11 квітня 1918 року — командир підводного човна UB 91. Після завершення війни, UB 91 мала бути передана Королівським ВМС, що Гертвіґ із командою зробили 21 листопада 1918 року.
Всього за час бойових дій Гертвіґ потопив 4 кораблі загальним тоннажем 14 668 брт:
| Дата потоплення | Назва корабля | Тип                           | Тоннаж (брт) | Країна             |
| --------------- | ------------- | ----------------------------- | ------------ | ------------------ |
| 25 вересня 1918 | Hebburn       | Пароплав                      | 1 938        | Британська імперія |
| 26 вересня 1918 | Tampa         | Катер берегової охорони       | 1 181        | США                |
| 28 вересня 1918 | Baldersby     | Корабель супроводу (пароплав) | 3 613        | Британська імперія |
| 4 жовтня 1918   | Hirano Maru   | Пасажирський пароплав         | 7 936        | Японія             |

29 січня 1920 року повернувся в Німеччину і вийшов у відставку. В 1921 році переїхав у Ригу, де заснував невелику компанію Wolf Hertwig & Company. Протягом наступних 16 років бізнес Гертвіґа не процвітав через комерційний і політичний тиск латвійського уряду, який хотів позбутися будь-якого німецького впливу в Латвії. Гертвіґ не бачив нових можливостей для ведення бізнесу, тому в серпні 1937 році повернувся в Німеччину і вступив у крігсмаріне. Оскільки Гертвіґ був занадто старим для служби у підводному флоті, його призначили у відділ озброєнь. В березні 1944 року переведений у військово-морське управління в окупованій Данії. 5 травня 1945 року взятий у полон британськими військами, згодом переведений у табір військовополонених в Бельгії. Звільнений в кінці 1946 року.
Після звільнення з полону жив у НДР. Комуністичний уряд вважав Гертвіґа «воєнним злочинцем» через його службу в крігсмаріне, тому він жив досить бідно. В 1955 році він одержав дозвіл відвідати ФРН (без дружини і дочки, що гарантувало його повернення в НДР), де зустрів свого сина від першого шлюбу і прожив у нього 2 тижні. 9 грудня 1958 року після короткого, але болісного періоду, помер від раку.

## Сім'я
3 вересня 1921 року одружився в Ризі з Рут Якш, в шлюбі народились двоє дітей — дочка Карін і син Гайнц. Розлучились у 1937 році.
20 серпня 1942 року одружився з Урсулою Штайнбрук в Штеттіні. 28 січня 1944 року в подружжя народилась дочка Сибіла.

## Звання
- Морський кадет (6 квітня 1904)
- Фенріх-цур-зее (11 квітня 1905)
- Лейтенант-цур-зее (28 вересня 1907)
- Обер-лейтенант-цур-зее (16 жовтня 1909)
- Капітан-лейтенант (17 жовтня 1915)
- Корветтен-капітан (1 квітня 1930)
- Капітан-цур-зее (1 жовтня 1944)

## Нагороди
- Залізний хрест 2-го класу
- Військовий Хрест Фрідріха-Августа (Ольденбург)
- Хрест «За заслуги у війні» (Саксен-Мейнінген)
- Почесний хрест ветерана війни з мечами
- Хрест Воєнних заслуг 2-го і 1-го класу з мечами